# Golden Globe 1996
La 53ª edizione della cerimonia di premiazione di Golden Globe si è tenuta il 21 gennaio 1996 al Beverly Hilton Hotel di Beverly Hills, California.
Jaime Nicole Dudney, figlia di Barbara Mandrell, e Freddie Prinze Jr., figlio di Freddie Prinze, sono stati i Golden Globe Ambassador dell'edizione.

## Premi per il cinema
Vengono di seguito indicati in grassetto i vincitori. Ove ricorrente e disponibile, viene indicato il titolo in lingua italiana e quello in lingua originale tra parentesi.

### Miglior film drammatico
- Ragione e sentimento (Sense and Sensibility), regia di Ang Lee
- Apollo 13 (Apollo 13), regia di Ron Howard
- Braveheart - Cuore impavido (Braveheart), regia di Mel Gibson
- I ponti di Madison County (The Bridges of Madison County), regia di Clint Eastwood
- Via da Las Vegas (Leaving Las Vegas), regia di Mike Figgis

### Miglior film commedia o musicale
- Babe - Maialino coraggioso (Babe), regia di Chris Noonan
- Il presidente - Una storia d'amore (The American President), regia di Rob Reiner
- Get Shorty, regia di Barry Sonnenfeld
- Sabrina, regia di Sydney Pollack
- Toy Story - Il mondo dei giocattoli (Toy Story), regia di John Lasseter

### Miglior regista
- Mel Gibson - Braveheart - Cuore impavido (Braveheart)
- Rob Reiner - Il presidente - Una storia d'amore (The American President)
- Ron Howard - Apollo 13
- Martin Scorsese - Casinò
- Mike Figgis - Via da Las Vegas (Leaving Las Vegas)
- Ang Lee - Ragione e sentimento (Sense and Sensibility)

### Miglior attore in un film drammatico
- Nicolas Cage - Via da Las Vegas (Leaving Las Vegas)
- Sean Penn - Dead Man Walking - Condannato a morte (Dead Man Walking)
- Richard Dreyfuss - Goodbye Mr. Holland (Mr. Holland's Opus)
- Anthony Hopkins - Gli intrighi del potere (Nixon)
- Ian McKellen - Riccardo III (Richard III)

### Migliore attrice in un film drammatico
- Sharon Stone - Casinò
- Meryl Streep - I ponti di Madison County (The Bridges of Madison County)
- Susan Sarandon - Dead Man Walking - Condannato a morte (Dead Man Walking)
- Elizabeth Shue - Via da Las Vegas (Leaving Las Vegas)
- Emma Thompson - Ragione e sentimento (Sense and Sensibility)

### Miglior attore in un film commedia o musicale
- John Travolta - Get Shorty
- Michael Douglas - Il presidente - Una storia d'amore (The American President)
- Steve Martin - Il padre della sposa 2 (Father of the Bride Part II)
- Harrison Ford - Sabrina
- Patrick Swayze - A Wong Foo, grazie di tutto! Julie Newmar (To Wong Foo Thanks for Everything, Julie Newmar)

### Migliore attrice in un film commedia o musicale
- Nicole Kidman - Da morire (To Die For)
- Annette Bening - Il presidente - Una storia d'amore (The American President)
- Vanessa Redgrave - Un mese al lago (A Month by the Lake)
- Toni Collette - Le nozze di Muriel (Muriel's Wedding)
- Sandra Bullock - Un amore tutto suo (While You Were Sleeping)

### Miglior attore non protagonista
- Brad Pitt - L'esercito delle 12 scimmie (Twelve Monkeys)
- Ed Harris - Apollo 13 (Apollo 13)
- Tim Roth - Rob Roy (Rob Roy)
- John Leguizamo - A Wong Foo, grazie di tutto! Julie Newmar (To Wong Foo Thanks for Everything, Julie Newmar)
- Kevin Spacey - I soliti sospetti (The Usual Suspects)

### Migliore attrice non protagonista
- Mira Sorvino - La dea dell'amore (Mighty Aphrodite)
- Kathleen Quinlan - Apollo 13
- Anjelica Huston - 3 giorni per la verità (The Crossing Guard)
- Kate Winslet - Ragione e sentimento (Sense and Sensibility)
- Kyra Sedgwick - Qualcosa di cui... sparlare (Something to Talk About)

### Migliore sceneggiatura
- Emma Thompson - Ragione e sentimento (Sense and Sensibility)
- Aaron Sorkin - Il presidente - Una storia d'amore (The American President)
- Randall Wallace - Braveheart - Cuore impavido (Braveheart)
- Tim Robbins - Dead Man Walking - Condannato a morte (Dead Man Walking)
- Scott Frank - Get Shorty
- Patrick Sheane Duncan - Goodbye Mr. Holland (Mr. Holland's Opus)

### Migliore colonna sonora originale
- Maurice Jarre - Il profumo del mosto selvatico (A Walk in the Clouds)
- James Horner - Braveheart - Cuore impavido (Braveheart)
- Michael Kamen - Don Juan De Marco - Maestro d'amore (Don Juan DeMarco)
- Alan Menken - Pocahontas
- Patrick Doyle - Ragione e sentimento (Sense and Sensibility)

### Migliore canzone originale
- Colors of the Wind, musica di Alan Menken e testo di Stephen Schwartz - Pocahontas (Pocahontas)
- Hold Me, Thrill Me, Kiss Me, Kill Me, musica degli U2 e testo di Bono - Batman Forever (Batman Forever)
- Have You Ever Really Loved a Woman, musica e testo di Michael Kamen, Bryan Adams e Robert John Lange - Don Juan De Marco - Maestro d'amore (Don Juan DeMarco)
- Moonlight, musica di John Williams e testo di Alan Bergman e Marilyn Bergman - Sabrina (Sabrina)
- You've Got a Friend in Me, musica e testo di Randy Newman - Toy Story - Il mondo dei giocattoli (Toy Story)

### Miglior film straniero
- I miserabili (Les misérables), regia di Claude Lelouch (Francia)
- Come due coccodrilli, regia di Giacomo Campiotti (Italia)
- Peccato che sia femmina (Gazon maudit), regia di Josiane Balasko (Francia)
- Schlafes Bruder, regia di Joseph Vilsmaier (Germania)
- Shanghai Triad - La triade di Shangai (Yao a yao yao dao waipo qiao), regia di Zhang Yimou (Cina)

## Premi per la televisione
Vengono di seguito indicati in grassetto i vincitori. Ove ricorrente e disponibile, viene indicato il titolo in lingua italiana e quello in lingua originale tra parentesi.

### Miglior serie drammatica
- Cinque in famiglia (Party of Five)
- Chicago Hope
- E.R. - Medici in prima linea (ER)
- Murder One
- New York Police Department (NYPD Blue)

### Miglior serie commedia o musicale
- Cybill
- Frasier
- Friends
- Innamorati pazzi (Mad About You)
- Seinfeld

### Miglior mini-serie o film per la televisione
- L'asilo maledetto (Indictment: The McMartin Trial), regia di Mick Jackson
- Cittadino X (Citizen X), regia di Chris Gerolmo
- Heidi Chronicles (The Heidi Chronicles), regia di Paul Bogart
- Costretta al silenzio (Serving in Silence: The Margarethe Cammermeyer Story), regia di Jeff Bleckner
- Truman, regia di Frank Pierson

### Miglior attore in una serie drammatica
- Jimmy Smits - New York Police Department (NYPD Blue)
- George Clooney - E.R. - Medici in prima linea (ER)
- Anthony Edwards - E.R. - Medici in prima linea (ER)
- Daniel Benzali - Murder One (Murder One)
- David Duchovny - X-Files (The X Files)

### Miglior attore in una serie commedia o musicale
- Kelsey Grammer - Frasier (Frasier)
- Tim Allen - Quell'uragano di papà (Home Improvement)
- Garry Shandling - The Larry Sanders Show (The Larry Sanders Show)
- Paul Reiser - Innamorati pazzi (Mad About You)
- Jerry Seinfeld - Seinfeld (Seinfeld)

### Miglior attore in una mini-serie o film per la televisione
- Gary Sinise - Truman
- James Woods - L'asilo maledetto (Indictment: The McMartin Trial)
- Charles S. Dutton - The Piano Lesson (The Piano Lesson)
- Alec Baldwin - Un tram che si chiama Desiderio (A Streetcar Named Desire)
- Laurence Fishburne - The Tuskegee Airmen (The Tuskegee Airmen)

### Miglior attrice in una serie drammatica
- Jane Seymour - La signora del West (Dr. Quinn, Medicine Woman)
- Sherry Stringfield - E.R. - Medici in prima linea (ER)
- Heather Locklear - Melrose Place
- Kathy Baker - La Famiglia Brock (Picket Fences)
- Gillian Anderson - X-Files (The X Files)

### Miglior attrice in una serie commedia o musicale
- Cybill Shepherd - Cybill
- Ellen DeGeneres - Ellen
- Helen Hunt - Innamorati pazzi (Mad About You)
- Candice Bergen - Murphy Brown
- Fran Drescher - La tata (The Nanny)

### Miglior attrice in una mini-serie o film per la televisione
- Jessica Lange - Un tram che si chiama Desiderio (A Streetcar Named Desire)
- Sally Field - A Woman of Independent Means (A Woman of Independent Means)
- Jamie Lee Curtis - Heidi Chronicles (The Heidi Chronicles)
- Linda Hamilton - Domani senza te (A Mother's Prayer)
- Glenn Close - Costretta al silenzio (Serving in Silence: The Margarethe Cammermeyer Story)

### Miglior attore non protagonista in una serie
- Donald Sutherland - Cittadino X (Citizen X)
- David Hyde Pierce - Frasier
- Sam Elliott - Buffalo Girls
- Tom Hulce - Heidi Chronicles (The Heidi Chronicles)
- Henry Thomas - L'asilo maledetto (Indictment: The McMartin Trial)

### Miglior attrice non protagonista in una serie
- Shirley Knight - L'asilo maledetto (Indictment: The McMartin Trial)
- Christine Baranski - Cybill
- Julianna Margulies - E.R. - Medici in prima linea (ER)
- Lisa Kudrow - Buffalo Girls
- Melanie Griffith - Buffalo Girls
- Judy Davis - Costretta al silenzio (Serving in Silence: The Margarethe Cammermeyer Story)

## Premi onorari
- Golden Globe alla carriera: Sean Connery